# Melanchra splendens
Melanchra splendens là một loài bướm đêm trong họ Noctuidae.